# SOKO G-4 Super Galeb
G-4 Super Galeb je enomotorno nizkokrilno dvosedo vojaško letalo za osnovno in prehodno šolanje, operativno urjenje in neposredno podporo Jugoslovanskega izvora, izdelano v tovarni SOKO/Lola Utva.

## Zgodovina
Letalo je prvič poletelo 17. Julija 1978, serijska proizvodnja pa se je začela leta 1983. Namen izgradnje tega letala je bila zamenjava takrat že zastarelih Galeba G-2 in Lockheeda T-33 v Jugoslovanskem vojnem letalstvu. G-4 Super Galeb ni nadgradnja Galeba G-2, kot je to napisano v nekaterih letalskih knjigah, saj se že po obliki vidi, da je to popolnoma drugo letalo.

## Razvoj
V zgodnjih devetdesetih je G-4 kandidiralo v natečaju JPATS (Joint Primary Aircraft Training System) v ZDA, kjer je bil tudi zelo visoko ocenjen s strani ameriških preskusnih pilotov. Na natečaju nato ni uspelo, saj je bilo na koncu, izmed vseh 9 prijavljenih letal, izbrano letalo T-6 Texan II, sicer ameriška različica Pilatusa PC-9. Velik del krivde gre tudi na račun takratne nestabilnosti in kasnejšemu razpadu Jugoslavije.
Zasnova je bila tudi enosedežna različica letala G-4, ki bi kasneje po vsej verjetnosti dobila ime G-5. Različica bi imela bistveno večje sposobnosti na bojišču vključno z radarjem. Projekt G-5 so opustili zaradi razpada Jugoslavije.

### G-4M Super Galeb
Najnovejša različica letala G-4 je Galeb G-4M, ki je sedaj  v končni preizkusni fazi, načrtovanih s strani podjetja Lola Utva. Preizkušanje se izvaja v letalskem preizkusnem centru v Batajnici. V primerjavi z verzijo G-4, lahko G-4M nosi dosti več bojnega tovora, ima izboljšane letalske sposobnosti, vgrajen nav/attack sistem, sistem HUD (kratica za heads-up display), ter izpolnjuje zahteve za sistem HOTAS (kratica za hands on throttle-and-stick), na nosilcih za orožje pa lahko nosi rakete zrak-zrak ter zrak-zemlja. Srbija ima namen vsa letala G-4 nadgraditi v verzijo G-4M.

### G-4MD
Nova različica z najsodobnejšo elektroniko, vendar pa je ta projekt še v nastajanju.

## Izvedenke
- G-4 : letalo s polno bojno konfiguracijo
- G-4š : neoborožena šolska izvedba
- G-4t : letalo za vleko tarč
- G-4M : prototip

## Operativna služba
Prvotno je bilo letalo namenjeno za šolanje pilotov, vendar pa se je kasneje odlično izkazalo tudi na bojnem področju.
G-4 je doživel obsežen spopad v Bosanski ter Kosovski vojni, kjer je bil v oporo kopenski vojski Srbije. Uporabljen je bil za zemeljske cilje. Med Bosansko vojno je Vojska republike Srbske poročala o uporabi Super galeba G-4. Uradniki Vojnega letalstva ZDA trdijo, da so sestrelili nekaj Super galebov G-4, vendar so bile te trditve umaknjene. Kajti edine uradne izgube z Vojske republike Srbske so bile 6 Jastrebov J-21  in dva Orla J-22.
Z letali je uspešno nastopala tudi letalska akrobatska skupina Leteče zvezde, vendar pa je bilo vseh 7 letal uničenih med bombardiranjem letal zveze NATO v Podgorici.

## Oborožitev
Dvocevni top 23 mm pod trupom in 4 nosilci pod krili za skupen tovor 1200 kg. Kot dodatek ima G-4M povečano nosilnost na 1950 kg in dva dodatna nosilca za rakete zrak-zrak tipa R-60/AA-8 Aphid. Prav tako lahko nosi izstrelke tipa AGM-65 Maverick, radijsko vodene izstrelke tipa Grom-A (Jugoslovanska kopija Ruskih AS-7 Kerry in pa TV-vodljive izstrelke zemlja-zrak, Grom-B, ki jih je Srbija zamenjala kot zamenjavo za izstrelke Maverick. Trenutno pa so v razvoju lasersko vodljive bombe.

## Uporabniki

### Trenutni uporabniki
- Vojno letalstvo Srbije – operativnih 35 G-4s, nadgrajenih v G-4M.
- Vojno letalstvo Mjanmarja – operativnih 6 G-4s
- Vojno letalstvo Črne gore –2 G-4s niso v operativni uporabi

### Prejšnji uporabniki
- Jugoslovansko vojno letalstvo – operativnih 60
- Vojno letalstvo Federativne republike Jugoslavije/Srbije in Črne gore – operativnih 40

## Sorodna letala
- Aero L-39 Albatros
- Jet Provost
- Fouga Magister
- Aermacchi MB-339
- PZL TS-11 Iskra